# 幸村恵理
幸村 恵理（ゆきむら えり、12月6日 - ）は、日本の女性声優。埼玉県出身。ヴィムス所属。

## 略歴
比較的若い時期から声優を目指す。小学生の時に歳のはなれた姉2人を追いかけるようテレビアニメやイベントDVDを観始め、声優へのあこがれを持つ。特に、『テイルズ オブ フェスティバル』のDVDを観て、出演した声優たちがキャラクターを維持しつつイベントを楽しんでいる姿を観た影響が大きかったと言う。中学生の時には親に声優養成所への入所を止められていたため、卒業後に日本ナレーション演技研究所に入所。
研修科1年目の所内オーディションに合格し、ヴィムスに所属する。身長については、第23回 ベルガモONE TO ONE幸村恵理のへんぼっけにて、165cm（自称）になったと話している。

## 人物
趣味・特技は、カラオケ、トランペット、バスケットボール。アイマスシリーズの出演者の一人であり、事務所の先輩に出演者が多かったこともあり、出演する前から憧れがあったという。
好きな食べ物には、あんずちゃん、肉、マカロニを挙げている。

## 出演
太字はメインキャラクター。

### テレビアニメ
2018年
- ゴールデンカムイ（娼婦たち）
- ほしの島のにゃんこ（モモ）
- とある魔術の禁書目録III（2018年 - 2019年、対馬）

2019年
- 荒野のコトブキ飛行隊（エンマ）
- かぐや様は告らせたい〜天才たちの恋愛頭脳戦〜（2019年 - 2020年、女子生徒C、女子生徒） - 2シリーズ
- 同居人はひざ、時々、頭のうえ。（受付）
- マナリアフレンズ（生徒D）
- フルーツバスケット（女子生徒）
- 女子高生の無駄づかい（前髪、ビキニ女子）
- ダンジョンに出会いを求めるのは間違っているだろうか シリーズ（2019年 - 2020年、獣人の女児、ローリエ） - 2シリーズ
- バビロン（キャスターB）
- 神田川JET GIRLS（女性スタッフ）
- あひるの空（吉野）
- ライフル・イズ・ビューティフル（2019年 - 2020年、茅守鈴）

2020年
- ミュークルドリーミー（2020年 - 2022年、今井ことこ） - 2シリーズ
- 白猫プロジェクト ZERO CHRONICLE（魔導士）
- ふしぎ駄菓子屋 銭天堂（2020年 - 2022年、横手真理恵、内野みき）

2021年
- WIXOSS DIVA(A)LIVE（藤嶋美琴 / みこみこ）
- はたらく細胞!!（マクロファージ2）
- ホリミヤ（女子高校生）
- スライム倒して300年、知らないうちにレベルMAXになってました（300年前のナタリー）
- BLUE REFLECTION RAY/澪（矢﨑由真）
- トロピカル〜ジュ!プリキュア（ルリ）
- 転生したらスライムだった件（レイン）

2022年
- リアデイルの大地にて（ケーナ）
- からかい上手の高木さん3（メガネの子）
- くノ一ツバキの胸の内（ホトトギス）
- 咲う アルスノトリア すんっ!（ピカトリクス）
- カードファイト!! ヴァンガード will+Dress（2022年 - 2025年、観客、明導ヒカリ/明星エリカ） - 4シリーズ
- 陰の実力者になりたくて!（女子）
- ブルーロック（2022年 - 2024年、帝襟アンリ） - 2シリーズ
- クールドジ男子（女子高生）
- うる星やつら (2022)（2022年 - 2024年、女子生徒、雪女、女子、女性） - 2シリーズ
- 聖剣伝説 Legend of Mana -The Teardrop Crystal-（エスメラルダ）

2023年
- 神達に拾われた男2（マイヤ）
- 英雄教室（クレア）
- レベル1だけどユニークスキルで最強です（ユージン）
- ポーション頼みで生き延びます!（ユニス）
- 新しい上司はど天然（紺野の友人）

2024年
- 即死チートが最強すぎて、異世界のやつらがまるで相手にならないんですが。（エーデルガルト、魔神マナ）
- 怪異と乙女と神隠し（化野乙）
- 無職転生 II 〜異世界行ったら本気だす〜（女子生徒F）
- アイドルマスター シャイニーカラーズ 2nd season（黛冬優子）
- 2.5次元の誘惑（作家）

2025年
- ハニーレモンソーダ（小島麗美）
- ポケットモンスター（ニャビ子）

### 劇場アニメ
- 荒野のコトブキ飛行隊 完全版（2020年、エンマ[24]）
- 劇場版ブルーロック -EPISODE 凪-（2024年、帝襟アンリ）

### OVA
- 超次元ゲイム ネプテューヌ 〜ねぷねぷだらけの感謝祭〜（2021年、観客）

### Webアニメ
- 斉木楠雄のΨ難 Ψ始動編（2019年、千夏）
- ガンダムビルドダイバーズRe:RISE（2020年、ミェン）
- ブルーロック あでぃしょなる・たいむ!（2022年 - 2024年、帝襟アンリ、潔世一〈子供〉、グラビアアイドル）
- Elemon（2023年 ※日本語版：2024年)、バブリオ）

### ゲーム
2017年
- カコ☆タマ（ウリエル、フライング・ダッチマン）

2018年
- ぎゃる☆がん2
- アルテイルNEO（ミリア、アンドレーナ、ミスティア、ベリンダ 他）
- モンスターストライク（2018年 - 2022年、タナトス、オフィーリア）

2019年
- 荒野のコトブキ飛行隊 大空のテイクオフガールズ!（エンマ）
- アイドルマスター シャイニーカラーズ（2019年 - 2024年、黛冬優子）
- ダークリベリオン（ヌト）
- ナナカゲ 〜7つの王国と月影の傭兵団〜（エリッサ、リコ、ルーシー）
- 快感♥フレーズ CLIMAX -NEXT GENERATION-（藤原カノン）
- デッド オア アライブ エクストリーム ヴィーナス バケーション（モニカ）
- ブラウンダスト（バネッサ）
- デビルブック（雪の女王、トト）
- 社長、バトルの時間です!（ミーニャ・パエッタ）

2020年
- マギアレコード 魔法少女まどか☆マギカ外伝（2020年 - 2022年、智珠らんか）
- De: Lithe 〜忘却の真王と盟約の天使〜（ラムダ・フェデルレート）
- 女神降ろし（ミーミル）
- アズールレーン（ヴォークラン、タルテュ、モニカ）
- ポケモンマスターズEX（2020年 - 2023年、ユウリ）
- BATON=RELAY
- メガミヒストリア（嫦娥）
- ブレイブソード×ブレイズソウル（神桜・春華襲刀）
- ラストピリオド -巡りあう螺旋の物語-（レンギョウ）

2021年
- アイドルマスター ポップリンクス（黛冬優子）
- 咲う アルスノトリア（ピカトリクス）
- きららファンタジア（リコリス）
- 御城プロジェクト:RE〜CASTLE DEFENSE〜（2021年 - 2025年、伊予松山城〈2代目〉、徳島城〈2代目〉、ロシュ城）
- パズルガールズ（出雲、初春）
- とある魔術の禁書目録 幻想収束（対馬）
- アーテリーギア -機動戦姫-（カペラ）
- ワールドフリッパー（ピシカ）

2022年
- デュエルプリンセス（エレオノーラ）
- ファイアーエムブレム ヒーローズ（ネイミー）
- DNF DUEL（ドラゴンナイト）
- 艦隊少女（出雲）
- ウィクロスマルチバース（みこみこ）
- 転生したらスライムだった件〜魔王と竜の建国譚〜（レイン）
- メメントモリ（リブラ）
- ブルーロック Project: World Champion（帝襟アンリ）

2023年
- ドールズフロントライン ニューラルクラウド（初塵）
- モンスターストライク タワーオブスカイ（キレット）
- マブラヴ：ディメンションズ（石見安芸）
- キュービックスターズ（オフィーリア）
- アイドルマスター シャイニーカラーズ Song for Prism（2023年 - 2024年、黛冬優子）
- プリンセスコネクト！Re:Dive（2023年 - 2025年、カノン / 鵺之宮伽音）

2024年
- ブルーロック BLAZE BATTLE（帝襟アンリ）
- 神之塔：NEW WORLD（リーリャル）
- カイジ外伝：激熱の街（矢坂光）
- 城姫クエスト 極（鎌刃城）

2025年
- カードファイト!! ヴァンガード ディアデイズ2（明導ヒカリ〈未来〉、明導ヒカリ）
- 東方LostWord（蘇我屠自古、犬走椛、十六夜咲夜、東風谷早苗）
- City of Wars Powered by 龍が如く（ヒナタ）
- Dolls Nest（シャラ）
- ぎるぐる（鬼首姫奈）
- OCTOPATH TRAVELER 大陸の覇者（アオイ）

### ドラマCD
- Z/X -Zillions of enemy X- NF DramaCD (13)「ボコすかレシピ」（2018年、ガーンデーヴァ[2][62]）
- 午前0時、キスしに来てよ（2018年） - 第9巻ドラマCD付き特装版
- Octave!! side OVER RUN!!（2021年 - 、 大久保椿）
- FABULOUS NIGHT（2023年、少年時代のソル）

### BLCD
- 草の冠 星の冠 ―恒久夏国―（2018年）
- ララの結婚 1 - 3（2019年－2022年、ヤン） - 1巻のみ「世話係」として表記
- 君ってやつはこんなにも（2020年、河合伊代[63]）

### ASMR
- 異世界旅行代理店〜ヴァンパイアのマツリ〜（2024年、マツリ）
- 二人きりの勉強会『もちろん、ご褒美はあまあま休憩タイム♪』〜ツンデレ幼なじみはデレあまお耳かきであなたを癒したい〜（2025年、蓮川深夏）

### オーディオブック
- かがみの孤城（2019年、真田美織）
- medium 霊媒探偵城塚翡翠（2020年、藁科琴音[64]）
- 流浪の月（2023年、安西佳菜子[65]）
- 兇人邸の殺人（2023年、剛力京[66]）

### 吹き替え

#### 映画
2024年
- やがて、霞立ち込めて

#### ドラマ
2024年
- ラブ・イズ・ブラインド 〜外見なんて関係ない?!〜 シーズン7 #8、#11

### ラジオ
※はインターネット配信。
- 荒野のコトブキ飛行隊 公式Web番組『コトブキ通信』（2019年 - 、YouTube※）
- アイドルマスター シャイニーカラーズ はばたきラジオステーション（2019年 - 、ASOBI CHANNEL※） - 週替わりパーソナリティ
- リアデイルのラジオにて（2021年 - 2022年、YouTube※）[67]
- 幸村恵理のへんぼっけ（2022年 - 、ニコニコ生放送※）[68]）

### テレビ番組
- ミュージックブレイク〜声優のひと息〜（2021年11月04日、テレビ東京）
- 『カードファイト!! ヴァンガード Divinez』 放送記念特番 その１、その２（2023年12月16日、12月23日、テレビ愛知、テレビ東京）

### ナレーション
- FIFAワールドカップ64 #8（2022年10月16日、テレビ朝日、ABEMA）
- まもなく後半戦開始！最もエゴいサッカーアニメ「ブルーロック」前半戦振り返りナビ（2023年01月5日 - 01月7日、テレビ朝日）
- 史上最もアツく、最もエゴいサッカーアニメ「ブルーロック」前半戦振り返りＳＰ（2023年01月5日、テレビ朝日）
- カラーでよみがえる「夢であいましょう〜上を向いて歩こう〜」（2023年12月30日、NHK BSプレミアム4K）

### インターネット番組
- 幸村恵理と北原沙弥香のさやえり姉妹（2020年、ニコニコ生放送）[69]
- 幸村恵理のエニタイムえりタイム!（2020年 - 2021年、ニコニコ生放送）[70]
- 涼本あきほ･幸村恵理の綺麗なバラにはトゲがある（2021年 - 、ニコニコ生放送）[71]
  - 幸村恵理のフェリーチェ！-綺麗なスズランを添えて-（2021年 - 、ニコニコ生放送）[72]　※スピンオフ番組として隔月配信
- 幸村恵理のこの木なんの木（2021年 - 2024年、OPENREC.tv）[73]

### 映像商品
- バンダイナムコエンターテインメントフェスティバル 2days LIVE Blu-ray（2020年）[74]
- 「THE IDOLM@STER SHINY COLORS MUSIC DAWN」Blu-ray（2021年）[75]
- 「THE IDOLM@STER SHINY COLORS 2ndLIVE STEP INTO THE SUNSET SKY」Blu-ray（2021年）[76]
- 「THE IDOLM@STER SHINY COLORS 3rdLIVE TOUR PIECE ON PLANET / NAGOYA / TOKYO / FUKUOKA」Blu-ray（2022年）[77]  [78]  [79]
- 「THE IDOLM@STER SHINY COLORS 4thLIVE 空は澄み、今を越えて。」Blu-ray（2022年）[80]
- バンダイナムコエンターテインメントフェスティバル 2nd 2days LIVE Blu-ray（2023年）[81]
- THE IDOLM@STER M@STERS OF IDOL WORLD!!!!! 2023 Blu-ray PERFECT BOX!!!!!（2023年）[82]
- 「THE IDOLM@STER SHINY COLORS 5thLIVE If I_wings.」Blu-ray（2023年）[83]
- 283PRODUCTION SOLO PERFORMANCE LIVE「我儘なまま」Blu-ray（2024年）[84]
- THE IDOLM@STER SHINY COLORS 5.5th Anniversary LIVE「星が見上げた空」Blu-ray（2024年）[85]
- 「異次元フェス アイドルマスター★♥ラブライブ！歌合戦」Blu-ray（2024年）[86]
- 舞台「LIAR GAME murder mystery」（2024/6/15公演）（2024年）[87]
- 「THE IDOLM@STER SHINY COLORS 6thLIVE TOUR Come and Unite!」Blu-ray（2025年）[88]
- 「THE IDOLM@STER SHINY COLORS 6.5th Anniversary LIVE “Chapter 283”」 Blu-ray（2025年）[89]

### 舞台・朗読劇
- PLATTO朗読劇（2020年7月12日、ライブ配信）[90]
  - 「青春の一ページを、キスでめくって」（櫛野悠里、相川すずな）
  - 「これより作戦を開始する」（江崎、朝水）
- 朗読劇『彼女が好きなものはホモであって僕ではない』[91]（2021年9月2日、草月ホール、三浦紗枝）※体調不良のため出演見合わせ(代役として峯田茉優が出演)[92]
- 朗読劇『胡蝶ノ、ユメ』（2023年8月18日、TOKYO FM HALL、大蔵ちとせ[93] ）
- 朗読劇『若きウェルテルの悩み』（2024年5月6日、TOKYO FM HALL、ロッテ）[94]
- 舞台『LIAR GAME murder mystery』（2024年6月15日、飛行船シアター）[95]
  - 昼公演：爆発廃工場 〜犯人の挑戦状〜（ピアニスト）
  - 夜公演：首切りホテル 〜最後の夜宴〜（社長）
- 江戸川乱歩 名作朗読劇『少年探偵団』（2024年9月5日、紀伊國屋サザンシアター TAKASHIMAYA、明智文代 他[96]）
- SF空想科学朗読劇『宇宙戦争』(2025年1月12日、I'M A SHOW、妻、弟、他[97][98]）
- 音楽朗読劇『仮面の男』〜アレクサンドル・デュマ・ペール「ダルタニャン物語」より〜(2025年3月9日、銀座博品館劇場、フィリップ・他[99]）
- 朗読劇『新選組の恋〜春の在処〜』(2025年5月3日、銀座博品館劇場、琴、つね、明里[100]）
- 朗読劇『ネコたん！弐 ぷらす ～猫町怪異奇譚～ 仮面遊戯殺猫事件』（2025年6月22日、あうるすぽっと、財部梨杏[101]）
- 朗読劇 サラ・ベルナールの『サロメ』 〜ベルナール、サルドゥ、そしてミュシャ〜（2025年7月31日、城西国際大学 紀尾井町キャンパス、サラ・ベルナール）

### その他コンテンツ
- LINEスタンプ『アイドルマスター シャイニーカラーズ』（2019年 - 2020年、黛冬優子） - 2作品[一覧 7]
- DAM『あにそんボーカル』「乙女のポリシー」[102]（2019年7月30日）[103]
- チョクメ！（2020年4月1日 - ）[104]
- PV『コード：ドラゴンブラッド』 ナレーション[105]（2020年6月3日）
- 絵本読み聞かせアプリ「みいみ」
- LIVERTINE AGE 声優コラボアイテム（2021年[106]、2022年[107]、2023年[108]）
- アニメ ブルーロックミュージアム “青い監獄”体験入寮編 音声ガイド[109]（2022年7月23日 - 2022年8月28日）

## ディスコグラフィ

### キャラクターソング
| 発売日   | 商品名 | 歌 | 楽曲 | 備考                                                                             |
| 2019年   | 2019年 | 2019年 | 2019年 | 2019年                                                                           |
| -------- | --- | --- | --- | -------------------------------------------------------------------------------- |
| 1月30日  | 翼を持つ者たち | コトブキ飛行隊 | 「翼を持つ者たち」 | テレビアニメ『荒野のコトブキ飛行隊』エンディングテーマ                           |
| 1月30日  | 翼を持つ者たち | コトブキ飛行隊 | 「太陽が呼んだ虹」 | テレビアニメ『荒野のコトブキ飛行隊』関連曲                                       |
| 3月13日  | コトブキ飛行隊、一曲入魂！                                                                                        | エンマ（幸村恵理） | 「Poison Dahlia」 | テレビアニメ『荒野のコトブキ飛行隊』関連曲                                       |
| 4月10日  | THE IDOLM@STER SHINY COLORS FR@GMENT WING 01                                                                      | シャイニーカラーズ | 「Ambitious Eve」 「いつか Shiny Days」 | ゲーム『アイドルマスター シャイニーカラーズ』関連曲                              |
| 9月11日  | THE IDOLM@STER SHINY COLORS FR@GMENT WING 06                                                                      | ストレイライト | 「Wandering Dream Chaser」 「Transcending The World」 「Ambitious Eve」 | ゲーム『アイドルマスター シャイニーカラーズ』関連曲                              |
| 12月18日 | THE IDOLM@STER SHINY COLORS FUTURITY SMILE                                                                        | シャイニーカラーズ | 「FUTURITY SMILE」 「Spread the Wings!!」 | ゲーム『アイドルマスター シャイニーカラーズ』関連曲                              |
| 12月28日 | - | ハナウタ（第五寮） | 「世界を救うのはケーキのあと」 | ゲーム『咲う アルスノトリア』主題歌                                              |
| 2020年   | | | |                                                                                  |
| 2月12日  | THE IDOLM@STER SHINY COLORS SWEET♡STEP                                                                            | シャイニーカラーズ | 「SWEET♡STEP」 「Multicolored Sky」 | ゲーム『アイドルマスター シャイニーカラーズ』関連曲                              |
| 3月21日  | THE IDOLM@STER SHINY COLORS SOLO COLLECTION -SPRING PARTY 2020-                                                   | 黛冬優子（幸村恵理） | 「Wandering Dream Chaser」 | ゲーム『アイドルマスター シャイニーカラーズ』関連曲                              |
| 4月8日   | THE IDOLM@STER SHINY COLORS GR@DATE WING 01                                                                       | シャイニーカラーズ | 「シャイノグラフィ」 「Dye the sky.」 | ゲーム『アイドルマスター シャイニーカラーズ』関連曲                              |
| 7月29日  | THE IDOLM@STER SHINY COLORS SOLO COLLECTION -2ndLIVE STEP INTO THE SUNSET SKY-                                    | 黛冬優子（幸村恵理） | 「Transcending The World」 | ゲーム『アイドルマスター シャイニーカラーズ』関連曲                              |
| 8月5日   | ひらいて☆ミュージックゲート                                                                                       | 今井ことこ（幸村恵理） | 「HELLO WORLD」 | テレビアニメ『ミュークルドリーミー』関連曲                                       |
| 8月19日  | THE IDOLM@STER SHINY COLORS GR@DATE WING 06                                                                       | ストレイライト | 「Hide & Attack」 「Destined Rival」 「シャイノグラフィ」 | ゲーム『アイドルマスター シャイニーカラーズ』関連曲                              |
| 2021年   | | | |                                                                                  |
| 3月10日  | THE IDOLM@STER SHINY COLORS COLORFUL FE@THERS -Sol-                                                               | 黛冬優子（幸村恵理） | 「SOS」 | ゲーム『アイドルマスター シャイニーカラーズ』関連曲                              |
| 3月10日  | THE IDOLM@STER SHINY COLORS COLORFUL FE@THERS -Sol-                                                               | Team.Sol | 「SOLAR WAY」 | ゲーム『アイドルマスター シャイニーカラーズ』関連曲                              |
| 4月14日  | THE IDOLM@STER SHINY COLORS L@YERED WING 01                                                                       | シャイニーカラーズ | 「Resonance⁺」 「Color Days」 | ゲーム『アイドルマスター シャイニーカラーズ』関連曲                              |
| 4月24日  | THE IDOLM@STER SHINY COLORS SOLO COLLECTION -3rdLIVE TOUR PIECE ON PLANET / TOKYO-                                | 黛冬優子（幸村恵理） | 「Hide & Attack」 | ゲーム『アイドルマスター シャイニーカラーズ』関連曲                              |
| 5月29日  | THE IDOLM@STER SHINY COLORS SOLO COLLECTION -3rdLIVE TOUR PIECE ON PLANET / FUKUOKA-                              | 黛冬優子（幸村恵理） | 「Destined Rival」 | ゲーム『アイドルマスター シャイニーカラーズ』関連曲                              |
| 8月4日   | VOY@GER | THE IDOLM@STER FIVE STARS!!! | 「VOY@GER」 | 「アイドルマスターシリーズ」イメージソング                                       |
| 8月4日   | VOY@GER シャイニーカラーズ盤                                                                                      | シャイニーカラーズ | 「VOY@GER」 | 「アイドルマスターシリーズ」イメージソング                                       |
| 8月4日   | VOY@GER シャイニーカラーズ盤                                                                                      | 黛冬優子（幸村恵理） | 「VOY@GER」 | 「アイドルマスターシリーズ」イメージソング                                       |
| 8月26日  | - | きゅるきゅる〜ん☆ | 「永遠♡不滅 きゅるきゅる〜ん☆」 | テレビアニメ『WIXOSS DIVA(A)LIVE』関連曲                                         |
| 9月8日   | THE IDOLM@STER SHINY COLORS L@YERED WING 06                                                                       | ストレイライト | 「Another Rampage」 「Timeless Shooting Star」 「Resonance⁺」 | ゲーム『アイドルマスター シャイニーカラーズ』関連曲                              |
| 2022年   | | | |                                                                                  |
| 1月26日  | Octave!! Side OVER RUN!! TUNE.2                                                                                   | 古谷陽子（峯田茉優） / コーラス東堂凛（駒形友梨）、大久保椿（幸村恵理）、南條ほのか（浜崎奈々）                                                                                    | 「UNISON!!!!」 | ドラマCD『Octave!! Side OVER RUN!!』関連曲                                       |
| 2月14日  | THE IDOLM@STER SHINY COLORS SOLO COLLECTION -L@YERED WING part 1-                                                 | 黛冬優子（幸村恵理） | 「Another Rampage」 | ゲーム『アイドルマスター シャイニーカラーズ』関連曲                              |
| 2月14日  | THE IDOLM@STER SHINY COLORS SOLO COLLECTION -L@YERED WING part 2-                                                 | 黛冬優子（幸村恵理） | 「Timeless Shooting Star」 | ゲーム『アイドルマスター シャイニーカラーズ』関連曲                              |
| 4月13日  | THE IDOLM@STER SHINY COLORS PANOR@MA WING 01                                                                      | シャイニーカラーズ | 「虹の行方」 「Daybreak Age」 | ゲーム『アイドルマスター シャイニーカラーズ』関連曲                              |
| 4月23日  | THE IDOLM@STER SHINY COLORS Synthe-Side 01                                                                        | アンティーカ、ストレイライト | 「Killer×Mission」 | ゲーム『アイドルマスター シャイニーカラーズ』関連曲                              |
| 4月23日  | THE IDOLM@STER SHINY COLORS Synthe-Side 01                                                                        | 黛冬優子（幸村恵理） | 「Killer×Mission」 | ゲーム『アイドルマスター シャイニーカラーズ』関連曲                              |
| 7月6日   | くノ一ツバキの胸の内 あかね組音楽集                                                                               | カゲツ（会沢紗弥）、ホトトギス（幸村恵理）、ムクゲ（伊藤彩沙） | 「あかね組活動日誌 〜卯班〜」 | テレビアニメ『くノ一ツバキの胸の内』第11話エンディングテーマ                     |
| 7月6日   | くノ一ツバキの胸の内 あかね組音楽集                                                                               | あかね組ねうしとらうたつみうまひつじさるとりいぬい | 「あかね組活動日誌 〜ねうしとらうたつみうまひつじさるとりいぬい大集合！〜」 | テレビアニメ『くノ一ツバキの胸の内』第13話エンディングテーマ                     |
| 8月31日  | はじまりへと続く場所                                                                                              | ハナウタ（第五寮） | 「はじまりへと続く場所」 | テレビアニメ『咲う アルスノトリア すんっ！』オープニングテーマ                   |
| 8月31日  | はじまりへと続く場所                                                                                              | ピカトリクス（幸村恵理） | 「はじまりへと続く場所」 | テレビアニメ『咲う アルスノトリア すんっ！』オープニングテーマ                   |
| 9月14日  | THE IDOLM@STER SHINY COLORS PANOR@MA WING 06                                                                      | ストレイライト | 「Tracing Defender」 「Overdrive Emotion」 「虹の行方」 | ゲーム『アイドルマスター シャイニーカラーズ』関連曲                              |
| 2023年   | | | |                                                                                  |
| 1月18日  | THE IDOLM@STER SHINY COLORS WING COLLECTION -A side-                                                              | シャイニーカラーズ | 「Spread the Wings!! -25 colors-」 「Ambitious Eve -25 colors-」 「シャイノグラフィ -25 colors-」 「Resonance⁺ -25 colors-」 「SNOW FLAKES MEMORIES -25 colors-」 「FUTURITY SMILE -25 colors-」 | ゲーム『アイドルマスター シャイニーカラーズ』関連曲                              |
| 2月8日   | THE IDOLM@STER SHINY COLORS WING COLLECTION -B side-                                                              | シャイニーカラーズ | 「Multicolored Sky -25 colors-」 「いつか Shiny Days -25 colors-」 「Dye the sky. -25 colors-」 「Color Days -25 colors-」 「Let's get a chance -25 colors-」 「SWEET♡STEP -25 colors-」         | ゲーム『アイドルマスター シャイニーカラーズ』関連曲                              |
| 2月11日  | THE IDOLM@STER SHINY COLORS SOLO COLLECTION -M@STERS OF IDOL WORLD!!!!! 2023-                                     | 黛冬優子（幸村恵理） | 「Let’s get a chance」 | ゲーム『アイドルマスター シャイニーカラーズ』関連曲                              |
| 3月18日  | THE IDOLM@STER SHINY COLORS SOLO COLLECTION -5thLIVE If I_wings. part1-                                           | 黛冬優子（幸村恵理） | 「Tracing Defender」 | ゲーム『アイドルマスター シャイニーカラーズ』関連曲                              |
| 3月18日  | THE IDOLM@STER SHINY COLORS SOLO COLLECTION -5thLIVE If I_wings. part2-                                           | 黛冬優子（幸村恵理） | 「Overdrive Emotion」 | ゲーム『アイドルマスター シャイニーカラーズ』関連曲                              |
| 7月22日  | THE IDOLM@STER SHINY COLORS SOLO COLLECTION -SOLO PERFORMANCE LIVE 我儘なまま Sol-                                | 黛冬優子（幸村恵理） | 「SOLAR WAY」 | ゲーム『アイドルマスター シャイニーカラーズ』関連曲                              |
| 8月9日   | THE IDOLM@STER SHINY COLORS “CANVAS” 05                                                                           | ストレイライト | 「Imitation Ghost」 「BURN BURN」 「Start up Stand up」 | ゲーム『アイドルマスター シャイニーカラーズ』関連曲                              |
| 10月18日 | THE IDOLM@STER SHINY COLORS Song for Prism 星の声                                                                 | シャイニーカラーズ | 「星の声」 | ゲーム『アイドルマスター シャイニーカラーズ Song for Prism』テーマソング         |
| 2024年   | | | |                                                                                  |
| 1月      | 日清炎メシ×シャニマス コラボCDセット 特典CD                                                                       | HOMURA-GIRLS | 「ホムラインビテーション」 | 日清食品「炎メシ」イメージソング                                                 |
| 3月2日   | THE IDOLM@STER SHINY COLORS SOLO COLLECTION -6thLIVE TOUR Come and Unite! part1-                                  | 黛冬優子（幸村恵理） | 「Imitation Ghost」 | ゲーム『アイドルマスター シャイニーカラーズ』関連曲                              |
| 3月2日   | THE IDOLM@STER SHINY COLORS SOLO COLLECTION -6thLIVE TOUR Come and Unite! part2-                                  | 黛冬優子（幸村恵理） | 「BURN BURN」 | ゲーム『アイドルマスター シャイニーカラーズ』関連曲                              |
| 3月2日   | THE IDOLM@STER SHINY COLORS SOLO COLLECTION -6thLIVE TOUR Come and Unite! part3-                                  | 黛冬優子（幸村恵理） | 「Start up Stand up」 | ゲーム『アイドルマスター シャイニーカラーズ』関連曲                              |
| 4月17日  | THE IDOLM@STER SHINY COLORS シャイニーPRオファー vol.2                                                            | 小宮果穂（河野ひより）、黛冬優子（幸村恵理）、和泉愛依（北原沙弥香） | 「ONE STAR」 | ゲーム『アイドルマスター シャイニーカラーズ』関連曲                              |
| 4月17日  | THE IDOLM@STER SHINY COLORS シャイニーPRオファー vol.2                                                            | 黛冬優子（幸村恵理） | 「ONE STAR」 | ゲーム『アイドルマスター シャイニーカラーズ』関連曲                              |
| 7月24日  | THE IDOLM@STER SHINY COLORS Song for Prism LINKs / 時限式狂騒ワンダーランド                                       | ストレイライト | 「LINKs」 | ゲーム『アイドルマスター シャイニーカラーズ Song for Prism』関連曲               |
| 7月27日  | THE IDOLM@STER SHINY COLORS LIVE FUN!! -Beyond the Blue sky part2-                                                | 黛冬優子（幸村恵理） | 「SNOW FLAKES MEMORIES」 | ゲーム『アイドルマスター シャイニーカラーズ』関連曲                              |
| 9月11日  | THE IDOLM@STER SHINY COLORS ECHOES 05                                                                             | ストレイライト | 「Cyber Parkour」 「LIVE LIVE LIVE!」 「Migratory Echoes」 | ゲーム『アイドルマスター シャイニーカラーズ』関連曲                              |
| 9月18日  | TVアニメ『ブルーロック』キャラクターソングシングルCD Vol.5                                                        | 絵心甚八（神谷浩史）、帝襟アンリ（幸村恵理） | 「独全絵図」 「BLUE LUCK Ver.05」 | テレビアニメ『ブルーロック』関連曲                                               |
| 10月9日  | THE IDOLM@STER SHINY COLORS プリズムフレア                                                                        | シャイニーカラーズ | 「プリズムフレア」 | テレビアニメ『アイドルマスター シャイニーカラーズ 2nd season』オープニングテーマ |
| 10月9日  | THE IDOLM@STER SHINY COLORS プリズムフレア                                                                        | ストレイライト | 「プリズムフレア」 | テレビアニメ『アイドルマスター シャイニーカラーズ 2nd season』関連曲             |
| 10月5日  | THE IDOLM@STER SHINY COLORS SOLO COLLECTION -6.5th Anniversary LIVE “Chapter 283”-                                | 黛冬優子（幸村恵理） | 「LINKs」 | ゲーム『アイドルマスター シャイニーカラーズ Song for Prism』関連曲               |
| 10月30日 | THE IDOLM@STER SHINY COLORS Happy Surprise Trick!                                                                 | 櫻木真乃（関根瞳）、幽谷霧子（結名美月）、園田智代子（白石晴香）、桑山千雪（芝崎典子）、黛冬優子（幸村恵理）                                                                       | 「ねぇ、ねぇ、ねぇ」 | テレビアニメ『アイドルマスター シャイニーカラーズ 2nd season』関連曲             |
| 10月30日 | THE IDOLM@STER SHINY COLORS Happy Surprise Trick!                                                                 | シャイニーカラーズ | 「Poison Berry Daughters」 | テレビアニメ『アイドルマスター シャイニーカラーズ 2nd season』関連曲             |
| 11月20日 | THE IDOLM@STER SHINY COLORS Song for Prism C’mon! Join Us / 愛なView / サマーサマーオーシャンパーリィバケーション | シャイニーカラーズ | 「C'mon! Join Us」 「愛なView」 | ゲーム『アイドルマスター シャイニーカラーズ Song for Prism』関連曲               |
| 11月20日 | THE IDOLM@STER SHINY COLORS Song for Prism C’mon! Join Us / 愛なView / サマーサマーオーシャンパーリィバケーション | 八宮めぐる（峯田茉優）、三峰結華（希水しお）、小宮果穂（河野ひより）、大崎甜花（前川涼子）、黛冬優子（幸村恵理）、福丸小糸（田嶌紗蘭）、緋田美琴（山根綺）、郁田はるき（小澤麗那） | 「サマーサマーオーシャンパーリィバケーション」 | ゲーム『アイドルマスター シャイニーカラーズ Song for Prism』関連曲               |
| 12月25日 | THE IDOLM@STER SHINY COLORS Over the prism                                                                        | ストレイライト | 「Future Designer」 | テレビアニメ『アイドルマスター シャイニーカラーズ 2nd season』関連曲             |
| 12月25日 | THE IDOLM@STER SHINY COLORS Over the prism                                                                        | シャイニーカラーズ | 「プリズムフレア -23 colors-」 | テレビアニメ『アイドルマスター シャイニーカラーズ 2nd season』関連曲             |
| 2025年   | | | |                                                                                  |
| 1月22日  | THE IDOLM@STER SHINY COLORS ECHOES 09                                                                             | シャイニーカラーズ | 「Migratory Echoes」 | ゲーム『アイドルマスター シャイニーカラーズ』関連曲                              |
| 1月22日  | THE IDOLM@STER SHINY COLORS ECHOES 09                                                                             | ストレイライト | 「Migratory Echoes」 | ゲーム『アイドルマスター シャイニーカラーズ』関連曲                              |
| 3月1日   | THE IDOLM@STER SHINY COLORS SOLO COLLECTION -2nd season LIVE Over the prism part1-                                | 黛冬優子（幸村恵理） | 「プリズムフレア」 | テレビアニメ『アイドルマスター シャイニーカラーズ 2nd season』関連曲             |
| 3月1日   | THE IDOLM@STER SHINY COLORS SOLO COLLECTION -2nd season LIVE Over the prism part2-                                | 黛冬優子（幸村恵理） | 「Future Designer」 | テレビアニメ『アイドルマスター シャイニーカラーズ 2nd season』関連曲             |
| 3月1日   | THE IDOLM@STER SHINY COLORS SOLO COLLECTION -2nd season LIVE Over the prism part3-                                | 黛冬優子（幸村恵理） | 「ねぇ、ねぇ、ねぇ」 | テレビアニメ『アイドルマスター シャイニーカラーズ 2nd season』関連曲             |
| 3月1日   | THE IDOLM@STER SHINY COLORS SOLO COLLECTION -2nd season LIVE Over the prism part4-                                | 黛冬優子（幸村恵理） | 「Poison Berry Daughters」 | テレビアニメ『アイドルマスター シャイニーカラーズ 2nd season』関連曲             |
| 3月26日  | THE IDOLM@STER SHINY COLORS Song for Prism Real Mind Shakes / THE LAST PRIDE                                      | ストレイライト | 「Real Mind Shakes」 | ゲーム『アイドルマスター シャイニーカラーズ Song for Prism』関連曲               |
| 6月21日  | THE IDOLM@STER SHINY COLORS SOLO COLLECTION -7th UNITLIVE TOUR 円環 -Halo around- part1-                          | 黛冬優子（幸村恵理） | 「Cyber Parkour」 | ゲーム『アイドルマスター シャイニーカラーズ』関連曲                              |
| 6月21日  | THE IDOLM@STER SHINY COLORS SOLO COLLECTION -7th UNITLIVE TOUR 円環 -Halo around- part2-                          | 黛冬優子（幸村恵理） | 「LIVE LIVE LIVE!」 | ゲーム『アイドルマスター シャイニーカラーズ』関連曲                              |
| 6月21日  | THE IDOLM@STER SHINY COLORS SOLO COLLECTION -7th UNITLIVE TOUR 円環 -Halo around- part3-                          | 黛冬優子（幸村恵理） | 「Migratory Echoes」 | ゲーム『アイドルマスター シャイニーカラーズ』関連曲                              |
| 7月2日   | THE IDOLM@STER SHINY COLORS “円環 -Halo around-” 02                                                               | 放課後クライマックスガールズ、ストレイライト | 「迅雷鉄火」 | ゲーム『アイドルマスター シャイニーカラーズ』関連曲                              |
| 7月2日   | THE IDOLM@STER SHINY COLORS “円環 -Halo around-” 02                                                               | ストレイライト | 「GET OVER」 | ゲーム『アイドルマスター シャイニーカラーズ』関連曲                              |
| 7月30日  | プリンセスコネクト！Re:Dive PRICONNE CHARACTER SONG 50                                                            | カノン（幸村恵理）、ツムギ（木戸衣吹） | 「Back×Back」 | ゲーム『プリンセスコネクト！Re:Dive』挿入歌                                      |

## 出版

### 写真集
- 幸村恵理1st写真集『果報 -kafuu-』（2024年12月6日、イマジカインフォス）ISBN 978-4-07-460569-9

### 雑誌
- コミック百合姫 コラム「オフレコ×ガールズトーク」（2024年3月号、発売日：2024年01月18日、一迅社）[112]